# بيتر ريتشاردز
بيتر ريتشاردز (بالإنجليزية: Peter Richards)‏ (و. 1978  م) هو لاعب اتحاد الرغبي، من المملكة المتحدة، ولد في بورتسموث، يلعب كسكروم وسط ‏.

## التعليم
تعلم في Royal Hospital School ‏.

## روابط خارجية
- بيتر ريتشاردز على موقع دوري الرغبي الممتاز (الإنجليزية)
- بيتر ريتشاردز عل موقع إسبنسكروم (الإنجليزية)
- بيتر ريتشاردز على موقع ItsRugby.co.uk (الإنجليزية)